# 浮世戀曲
《浮世戀曲》（英語：To Liv(e)）是1992年上映的一部香港劇情片，由陳耀成編導，陳令智、顧美華、黃耀明及馮建中主演，故事以情感與家庭關係為契引描繪出九七大限下的香港故事。陳令智及顧美華憑本片分別榮獲第29屆金馬獎最佳女主角及最佳女配角。

## 劇情
1990年，中歐人權運動份子Liv Ullmann訪港，她就香港政府驅逐越南難民一事譴責港府漠視人權，使得忿忿不平的Rubie（陳令智 飾）去信反駁。
Rubie任職雜誌編輯，她與畫家男友John（馮建中 飾）經常為香港九七大限問題發生爭執，她在六四事件後一直擔憂香港前途問題而想離開香港，但John因自己的藝術事業發展而並不樂意。
Rubie的弟弟Tony（黃耀明 飾）與失婚婦人Teresa（顧美華 飾）相戀多年，雙方年齡相距11年且女方已有一子，思想守舊的何母（夏萍 飾）不能接受。為了躲避世俗目光，兩人漸漸生起離港移民澳洲之意。
何家一共三個孩子，長子早年已經與妻子移民加拿大，如今幼子亦萌去意，夾在中間的Rubie努力為弟弟向父母爭取諒解，縱使自己也有移民之意。
在弟弟快將移民之際，Rubie促成了一次家庭聚餐，最終還是不歡而散。Rubie找到了家庭聚餐上父母提及的恩人葉錫恩，她是來自英國的清簾議員，在昔年木屋大火後幫助了Rubie一家。Rubie與葉錫恩討論去留問題，Rubie認為在政權更替下，不論是去是留，香港人終究也是難民。
何父何母送機默然接受了Tony的離開，Rubie明白了只要與愛人在一起，住哪裡都可以，選擇了留下。

## 角色
| 演員              | 角色           | 備註                               |
| 陳令智            | Rubie／何敏貞  | 雜誌女編輯                         |
| 顧美華            | Teresa／張文嫻 | 失婚婦人，佳俊之女友               |
| 黃耀明            | Tony／何佳俊   | 敏貞之弟，準備與女友移民澳洲       |
| 馮建中            | John           | 敏貞之男友，反對離開香港           |
| 杜葉錫恩          | 杜葉錫恩       | 從1950年代起居於香港               |
| 孫名翠            | 核電女神       |                                    |
| 夏萍              | 何母           | 居於圍村，反對兒子佳俊與文嫻的戀情 |
| 馬白奴            | 何父           | 居於圍村                           |
| 李翠玲            | Trini／卓妮    |                                    |
| 呂桂雲            | Leanne         |                                    |
| 凌嘉敏            | 米雪           |                                    |
| John Eichelberger | Chris          |                                    |

## 電影歌曲
| 歌名                                               | 演唱者                                                   | 作曲                                                  | 填詞                                                  |
| 〈舞吧舞吧舞吧〉                                   | 黃耀明                                                   | 黃耀明、黃偉光                                        | 魏紹恩                                                |
| 〈青春舞曲 2000〉                                  | Albert、Patrick、Joey、Barry、Anna、周小君、袁麗嫦、阿詩 | 黃耀明                                                | 林夕                                                  |
| 〈一無所有〉                                       | 崔健                                                     | 崔健                                                  | 崔健                                                  |
| 〈禁色〉                                           | 黃耀明                                                   | 達明一派                                              | 陳少琪                                                |
| 〈Birds in warped time II〉                        | 小提琴演奏：Frank Almond；鋼琴演奏：Margaret Leng Tan    | 小提琴演奏：Frank Almond；鋼琴演奏：Margaret Leng Tan | 小提琴演奏：Frank Almond；鋼琴演奏：Margaret Leng Tan |
| 〈A gate into the stars〉                          | 鋼琴演奏：Margaret Leng Tan                              | 鋼琴演奏：Margaret Leng Tan                           | 鋼琴演奏：Margaret Leng Tan                           |
| 〈The heavenly spheres are illuminated by lights〉 | Lise Messier                                             | 鋼琴演奏：Margaret Leng Tan；敲擊樂：Michael Pugliese | 鋼琴演奏：Margaret Leng Tan；敲擊樂：Michael Pugliese |

## 獎項
| 年份 | 頒獎典禮                        | 獎項         | 名字     | 結果 |
| ---- | ------------------------------- | ------------ | -------- | ---- |
| 1991 | 葡萄牙仙達電影節 （葡萄牙語：Festival de Sintra） | 最佳女主角   | 陳令智   | 獲獎 |
| 1992 | 第29届金馬獎                    | 最佳劇情片   | 逾流公司 | 提名 |
| 1992 | 第29届金馬獎                    | 最佳導演     | 陳耀成   | 提名 |
| 1992 | 第29届金馬獎                    | 最佳女主角   | 陳令智   | 獲獎 |
| 1992 | 第29届金馬獎                    | 最佳女配角   | 顧美華   | 獲獎 |
| 1992 | 第29届金馬獎                    | 最佳原著劇本 | 陳耀成   | 提名 |
| 1992 | 第29届金馬獎                    | 最佳錄音     | 沈聖德   | 提名 |

## 外部連結
- 香港影庫上《浮世戀曲》的資料（繁體中文）
- 開眼電影網上《浮世戀曲》的資料（繁體中文）
- 时光网上《浮世戀曲》的資料（简体中文）
- 豆瓣电影上《浮世戀曲》的資料 （简体中文）
- AllMovie上《浮世戀曲》的资料（英文）
- 互联网电影数据库（IMDb）上《浮世戀曲》的资料（英文）